# Střeň
Střeň là một làng thuộc huyện Olomouc, vùng Olomoucký, Cộng hòa Séc. Tính đến ngày 26 tháng 3 năm 2021, dân số ước tính của làng là 582 người và mật độ dân số là 100 người/km². Tổng diện tích làng là 5,78 km².